# Macrocnemus
Macrocnemus es un género extinto de réptil prolacertiforme que vivió durante el Triásico Medio de Eurasia. Se reconocen tres especies; eran carnívoros de tamaño medio.

## Galería

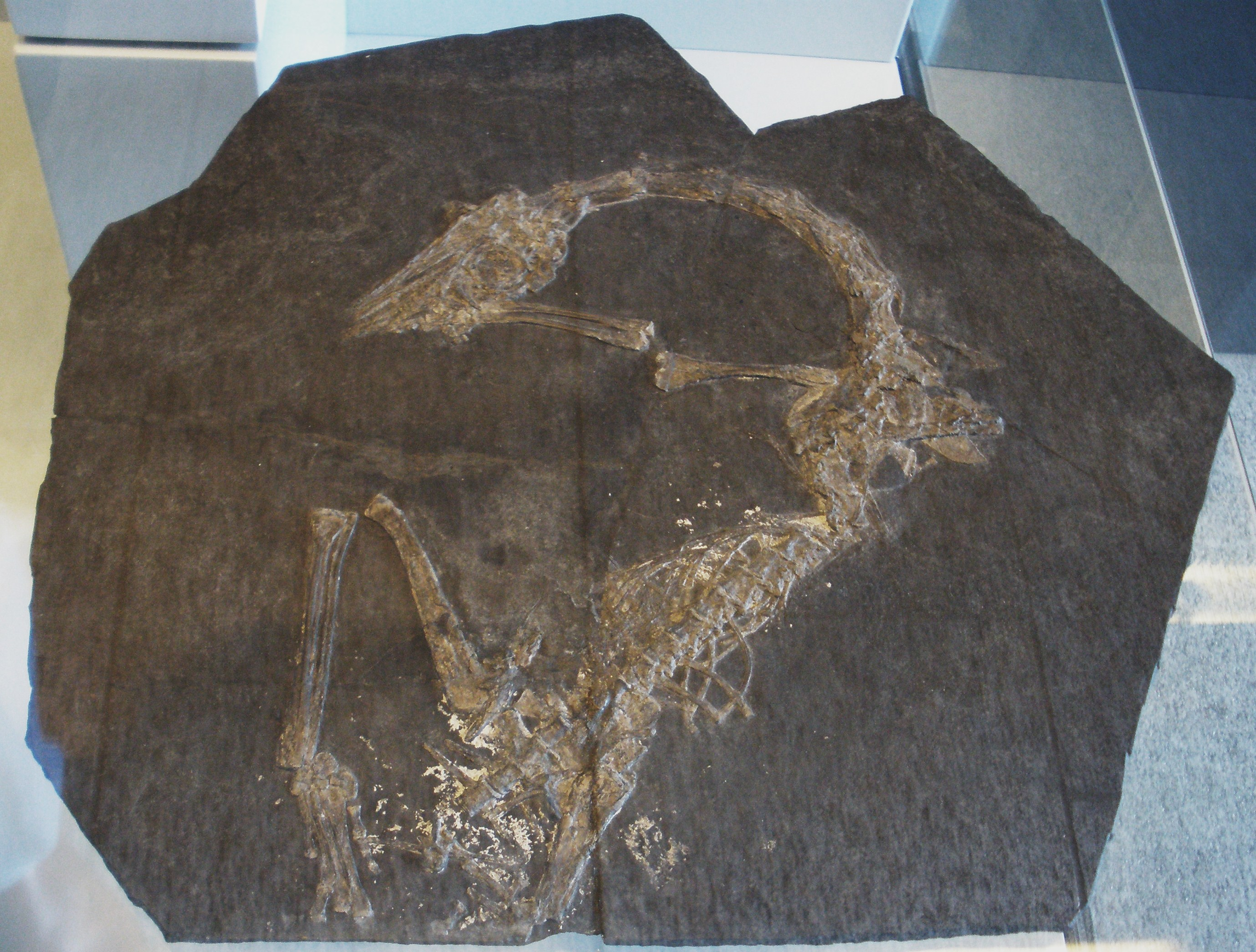
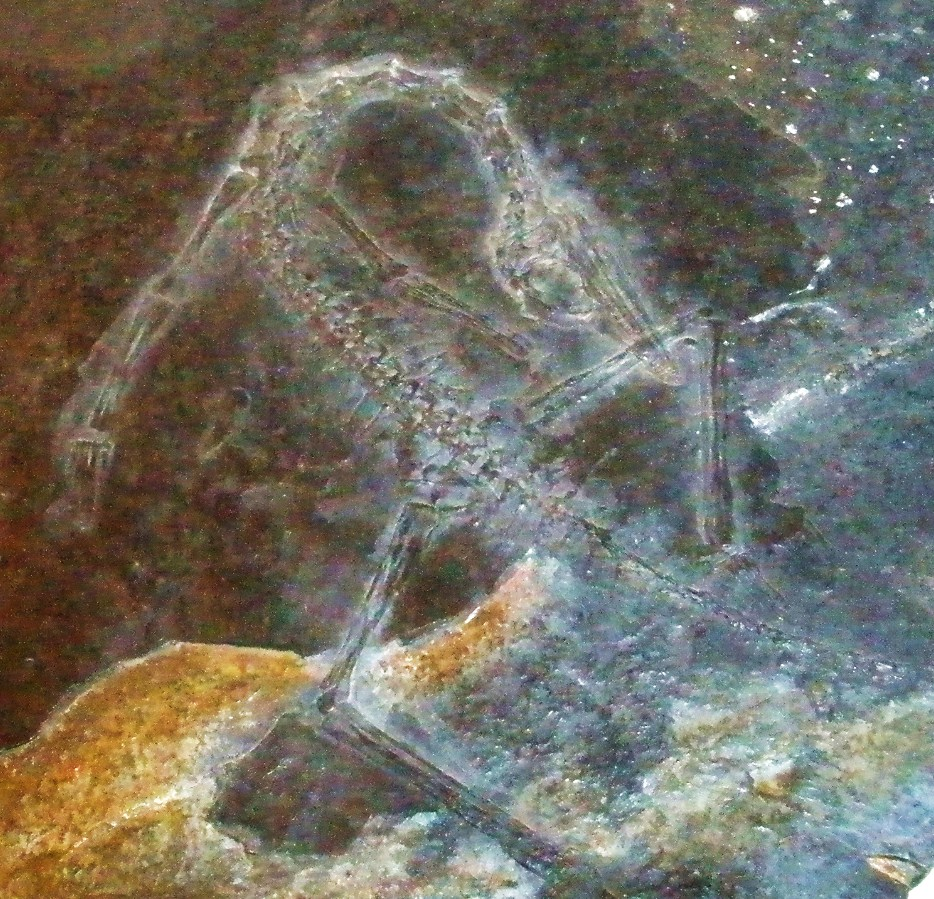